# Équihen-Plage
Équihen-Plage (Nederlands: Ekingem) is een gemeente in het Franse departement Pas-de-Calais (regio Hauts-de-France). De plaats maakt deel uit van het arrondissement Boulogne-sur-Mer. Équihen-Plage telde op 1 januari 2022 2.596 inwoners.

## Geschiedenis
Tot in de 13e eeuw had het dorp een Vlaamsklinkende naam (Ekingem). Het is de combinatie van een persoonsnaam en achtervoegsel -heem; eind 13e eeuw werd Equinguehem geschreven wat een Franstalige transcriptie van Ekingem is. Het achtervoegsel -Plage werd in 1339 toegevoegd. In dat jaar splitste de gemeente zich af van Outreau.
Equihen is altijd een vissersdorp geweest, totdat het zich ontwikkelde tot badplaats en tot verblijfplaats van kunstenaars, waaronder Jean-Charles Cazin.
Tijdens de Tweede Wereldoorlog werd het dorp verwoest. Daarna werd het heropgebouwd.

## Geografie
De gemeente ligt aan de Opaalkust. De oppervlakte van Équihen-Plage bedroeg op 1 januari 2022 3,81 vierkante kilometer; de bevolkingsdichtheid was toen 681,4 inwoners per km². De hoogte loopt van 0 tot 90 meter. Equihen-Plage ligt aan Het Kanaal. Er is een strand en een duinenkust. Naar het noorden toe begint de klifkust bij Cap d'Altrech.

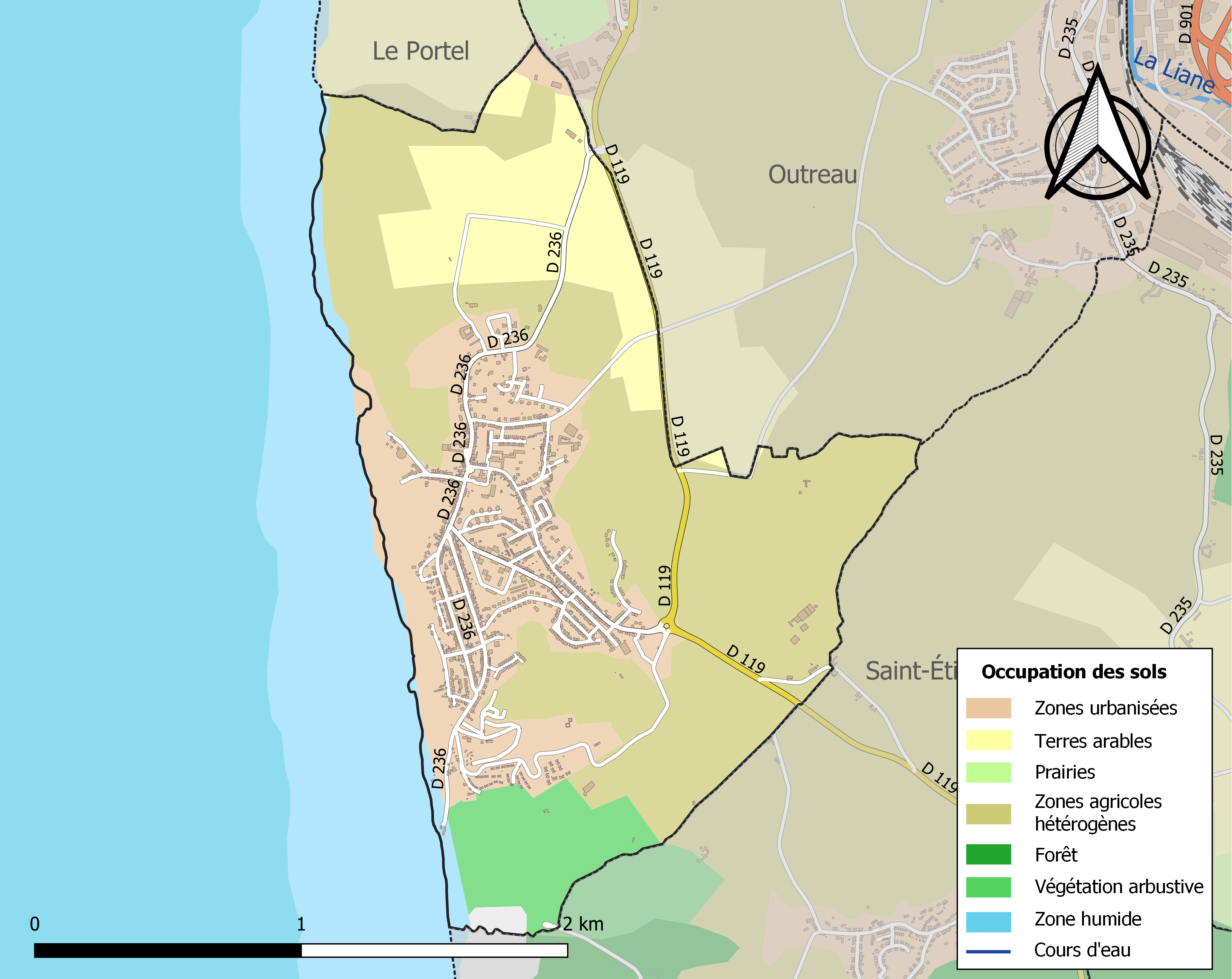
Kaart van de gemeente met belangrijkste infrastructuur, bodemgebruik en omliggende gemeenten

## Bezienswaardigheden
- De Sint-Pieterskerk (Église Saint-Pierre).
- Het voormalig woonhuis van Jean-Charles Cazin.

## Demografie
Onderstaande figuur toont het verloop van het inwonertal (bron: INSEE-tellingen).

## Nabijgelegen kernen
Le Portel, Outreau, Saint-Étienne-au-Mont, Condette

## Overleden
- Edmond de Palézieux (1850-1924), Zwitsers kunstschilder